# Electric Sun
Electric Sun — немецкая рок-группа, основанная гитаристом Ульрихом Ротом в 1978 году после его ухода из Scorpions. В 1977 году гитарист уведомил группу Scorpions о своём желании начать сольную карьеру. Как пишет журнал Classic Rock, их расставание было предрешено, но на это ушел год. Ульрих Рот сказал оставшимся участникам искать нового лид-гитариста, но они так и не сделали этого. Объясняя причины ухода из группы Ульрих Рот сказал:
Моя голова была полна музыкальных идей, которые были очень неподходящими для Scorpions. Я хотел делать что-то новое, и я не верил, что другие участники группы меня поддержат, поэтому я даже не выкладывал эти идеи на стол. Мы открыли направление, которое было очень ранним хард-роком и хэви-металом, и хотя я помог создать это, я больше не чувствовал себя близким к нему.
— Ули Джон Рот, Guitar World
Музыкальный стиль Electric Sun характеризуется сильным влиянием Джими Хендрикса и классической музыки — это то, чем вдохновлялся Ули Джон Рот на данном этапе своей карьеры.

## История группы
Изначально группа задумывалась как пауэр-трио — в лучших традициях Cream и Джими Хендрикса. Рот намеревался расширить группу на более позднем этапе, но хотел начать с совершенно иной, почти минималистской точки зрения, сведя все к самому необходимому. Формат из трех человек принес с собой большую ответственность на сцене, но также дал ему большую творческую свободу.
Относительно выбора названия для группы Ули Джон Рот сказал так: «Вы знаете, что Солнце является главным символом жизни, потому что оно является генератором всей жизни посредством атомного синтеза, и без Солнца мы бы не существовали. Электричество — это то же самое. Это энергия, которая заставляет все вращаться. Я не имею в виду то электричество, которое выходит из розетки из стены, но в более широком смысле это было бы похоже на главный поток энергии. Это высшая позитивная творческая сила. Я думал дать группе своего рода название, чтобы иметь очень позитивную вещь для группы».

### Earthquake
Одновременно с написанием материала для альбома Scorpions 1977 года Taken by Force, Ули Джон Рот также написал композиции «Earthquake», «Sundown» и «Winterdays», но понял, что было бы совершенно неуместно предложить их исполнение Scorpions. Эти песни вошли в первый диск Electric Sun.
Дебютный альбом группы, Earthquake, был выпущен в 1979 году с участием бас-гитариста Уле Ритгена и барабанщика Клайва Эдвардса. Синглом из альбома были выпущены композиции «Electric Sun» (сторона А) / «Still So Many Lives Away» (сторона Б).
Эдвардс ушёл вскоре после записи диска до начала концертного тура в поддержу альбома.

### Fire Wind
Накануне участия в музыкальном фестивале Brain Festival, организованном лейблом Brain Records, Electric Sun остались без барабанщика. В срочном порядке была найдена замена — новым барабанщиком группы  стал Сидхатта Гуатама, с которым группа отыграла концертный тур. Впоследствии Ули Джон Рот был недоволен выступлением группы: «Я понятия не имел, как играть эту чрезвычайно требовательную музыку, по крайней мере, без ритм-гитариста. Внезапно меня сократили только до одной гитары вместо того, чтобы иметь три или четыре, как на альбоме. Дело не в том, что я никогда не думал об этом раньше, но я чувствовал, что буду беспокоиться об этом, я думал что у меня будет достаточно времени, чтобы разобраться во всём. Но у нас не было времени, потому что я не предвидел предстоящей ситуации с фестивалем. Это случилось внезапно. Я думаю, что сделал всё возможное в обстоятельствах на фестивале, но этого было недостаточно».
В новом составе группа записала следующий альбом — Fire Wind, который вышел в 1981 году.

### Beyond the Astral Skies
Третий альбом группы, Beyond the Astral Skies, вышел в 1985 году. Его звучание существенно изменилось по сравнению с предшественниками. Группа стала использовать клавишные, других вокалистов, перкуссию, более оркестрованную и мелодичную музыку. Кроме этого, Ули Джон Рот стал использовать новую гитару собственной конструкции «Sky Guitar» — изготовленный на заказ инструмент с дополнительными ладами и более широким тональным диапазоном, что ещё больше расширило его звуковую палитру. В дополнение Рот применял двенадцати- и шестиструнные акустические гитары.
По мнению обозревателя журнала Record Collector, работа Ули Джон Рота на гитаре сияет. Альбом получился многослойный, быстрый и сложный, при этом не загромождённый. Beyond the Astral Skies имел некоторый коммерческий успех — он поднялся до 64-й позиции в UK Albums Chart в феврале 1985 года.
После записи альбома Beyond the Astral Skies группа отправилась в мировое турне, завершившееся первыми американскими гастролями Electric Sun. Хотя концерты были успешными, Ули Джон Рот принял решение распустить группу в 1986 году.

## Дискография
Дискография указана в соответствии с информацией сайта AllMusicguide.
- 1979 — Earthquake
- 1981 — Fire Wind
- 1985 — Beyond the Astral Skies